# IER3
IER3‏ (Immediate early response 3) هوَ بروتين يُشَفر بواسطة جين IER3 في الإنسان.